# Svetlaïa (kraï du Primorié)
Svetlaïa (en russe : Све́тлая, litt. « Lumière ») est une commune urbaine du kraï du Primorié en Extrême-Orient russe. Elle est la troisième localité la plus peuplée du raïon de Terneï, avec 458 habitants en 2023.

## Géographie

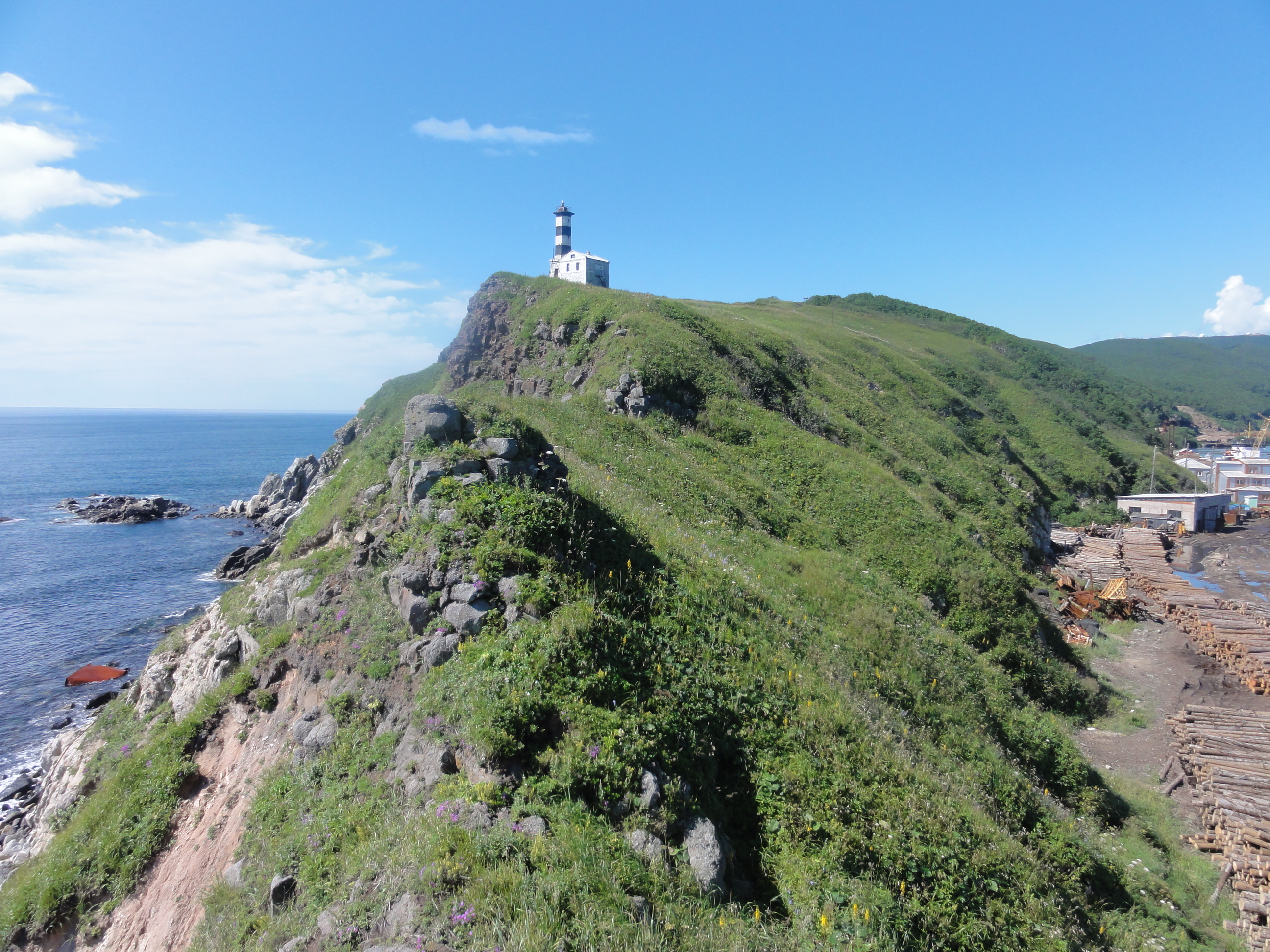
Cap Sossounov.

La commune est située dans le kraï du Primorié, un sujet de l'Extrême-Orient de la Russie. Il se trouve dans le district fédéral Extrême-Oriental, à 631 km de Vladivostok, la capitale du kraï et du district, ainsi qu'à 6 462 km de la capitale fédérale Moscou.
Svetlaïa est l'une des onze localités du raïon de Terneï, le raïon le plus au nord du kraï. Son centre administratif est la commune urbaine de Terneï, à 211 km au sud-ouest. Le village le plus proche est Oust-Sobolevka, à 47 km au sud-ouest. Au nord, le village le plus proche est Iedinka, à 75 km.
La commune urbaine se situe à l'embouchure du fleuve côtier Svetlaïa (ru), un cours d'eau de 61 km qui nait dans les montagnes environnantes. Au niveau de l'embouchure se trouve le cap Sossounov (ru), avec un phare, qui domine le littoral.
Le village se situe sur le littoral de la mer du Japon, plus précisément du détroit de Tartarie, séparant le continent asiatique de l'île de Sakhaline. Le littoral est jonché de falaises, sauf au niveau du village où une petite plaine se forme avant l'embouchure sur la rive gauche de la Stevlaïa. Les montagnes environnantes font partie de la cordillère du Sikhote-Aline, longeant le littoral depuis l'Amour jusqu'au golfe de Pierre-le-Grand. De par son climat, le village est assimilé tout comme le raïon à la région du Nord.

## Histoire
En 1910, sur un terrain marécageux fut formée une localité. La population était russe, même si la vallée de la rivière était peuplée d'indigènes. Le village fut nommé par moquerie Svetlaïa, soit littéralement « Lumière », car il y avait un camp de prisonniers dans le village.
En 1929, avec la création du Dallag, camp de travail pénitentiaire soviétique dans la région, la zone passa sous la direction du Dallag, lui-même sous la direction du NKVD. Les prisonniers pratiquaient la pêche, l'agriculture, et l'élevage. Il y avait des chevaux et des vaches. Le camp était au centre du village, entouré de barbelés, avec des miradors et casernes.
En 1932, le camp dans le village vit une mutinerie, où les prisonniers désarmèrent les gardes, s'emparèrent d'un bateau et s'échappèrent vers la mer du Japon, lors d'un jour de forte tempête. Un détachement du NKVD vint à Svetlaïa, et jugea les complices restés sur place. Le camp fut démantelé, et les prisonniers qui n'avaient pas pu s'échapper furent envoyés vers d'autres camps ou vers Vladperpunkt.
Cette même année, les civils furent autorisés à venir, créant donc un village, où une ferme collective fut créée. Il y avait plusieurs bateaux et goélettes au port. Au plus fort de l'année, juste avant la fin du camp, environ 14 000 personnes vivaient à Svetlaïa, libres ou non.
En 1934, la construction réelle du village a commencé, avec l'apparition de maisons et d'un pensionnat. La même année, un magasin général fut ouvert. Svetlaïa disposait d'un hôpital et d'une bibliothèque qui appartenait à l'ancien camp.
En 1937, des familles furent expulsées du village, et une ferme collective de pêche fut créée. Sur le site du camp, une usine de poisson fut bâtie.
En 1942, la localité reçut le statut de commune urbaine.
Après la fin de la Seconde Guerre mondiale, la flotte a été modernisée, avec en 1948 de plus grands bateaux allant pêcher jusqu'à Sakhaline.
En 1953, une usine de transformation de poisson fut ouverte. En parallèle, un club et une école furent créés dans la commune urbaine.
Une entreprise sylvicole fut créée en 1967, qui devint soviéto-coréenne en 1990. 
En 2008, une scierie fut construite et ouverte dans la commune.
De 2004 à 2020, le village formait une municipalité, l'établissement urbain de Svetlaïa (ru),.

## Démographie
Recensements (*) et estimations de la population,,,,:
| 1926* | 1959* | 1970* | 1979* | 1989* | 2002 * |
| ----- | ----- | ----- | ----- | ----- | ------ |
| 7     | 1 102 | 847   | 912   | 1 110 | 1 136  |

| 2010* | 2012 | 2013 | 2014 | 2015 | 2016 |
| ----- | ---- | ---- | ---- | ---- | ---- |
| 925   | 886  | 891  | 833  | 811  | 797  |

| 2017 | 2018 | 2019 | 2020 | 2021* | 2023 |
| ---- | ---- | ---- | ---- | ----- | ---- |
| 758  | 648  | 559  | 537  | 479   | 458  |

## Économie, culture et transports

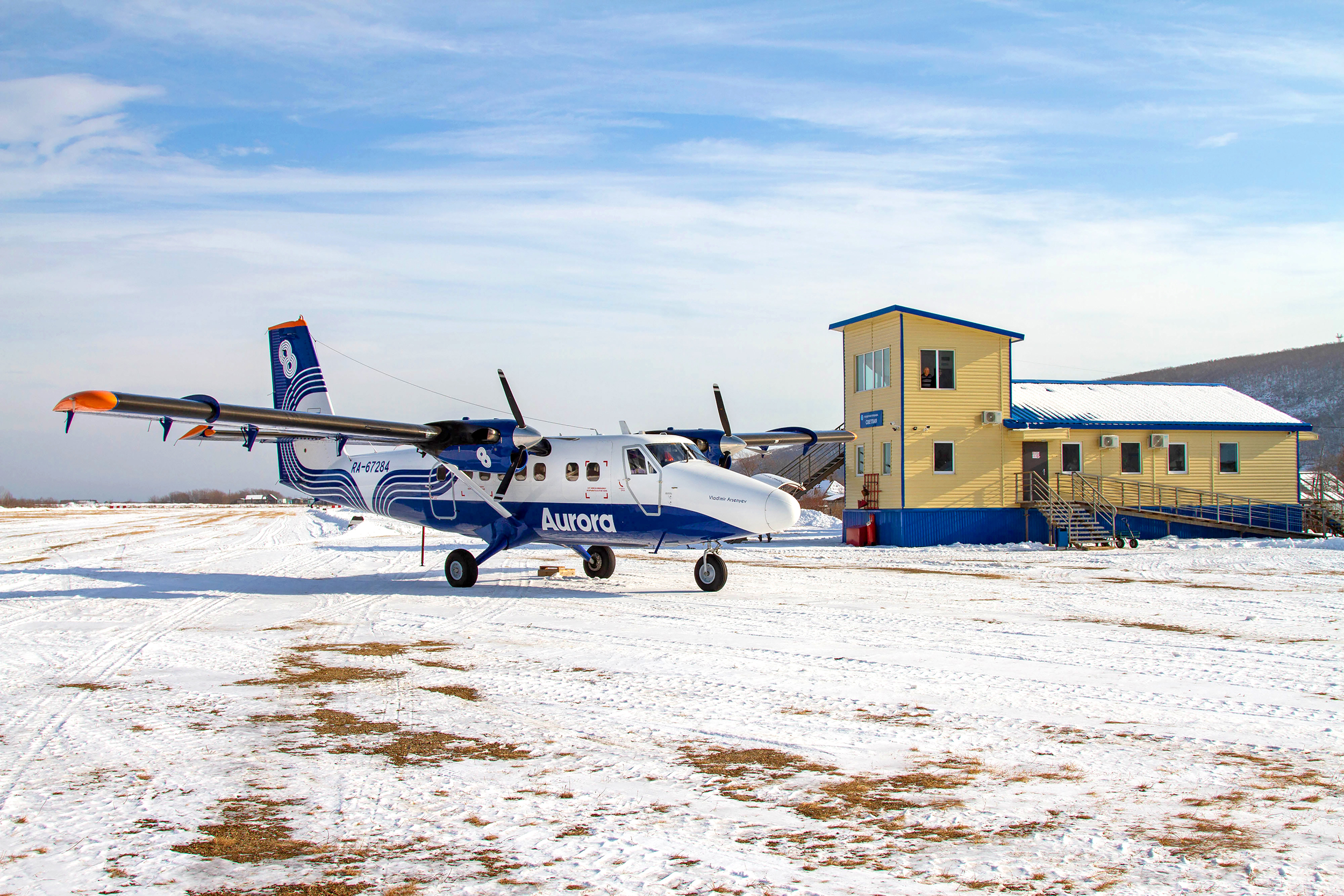
De Havilland Canada DHC-6 Twin Otter à l'aérodrome en hiver.

L'économie du village est faible, avec de nombreux bâtiments en ruines. Le peu toujours existant malgré la chute démographique concerne la sylviculture, le village étant entouré de forêts à perte de vue.
Le village dispose d'un jardin d'enfants et d'une école secondaire.
Une piste forestière relie le village à Iedinka au nord, tandis qu'une autre mène au sud vers Amgou et Terneï. Depuis Terneï, le réseau régional, mieux entretenu, prend le relais en direction de Dalnegorsk et de la 05N-100. 
Un petit aérodrome (code IATA : ETL • code OACI : UHTQ) permet de connecter le village, avec des petits avions et hélicoptères qui le desservent. La compagnie Aurora assure des liaisons vers Vladivostok (avec escale à Terneï) sur des De Havilland Canada DHC-6 Twin Otter, tandis que des Mi-8 font des liaisons vers Dalneretchensk, Iedinka, Oust-Sobolevka et Agzou. 